# Anthrenus
Genre
Anthrenus (les anthrènes) est un genre d'insectes de l'ordre des coléoptères, de la famille des dermestidés. Ce sont de très petits insectes, dont les larves velues consomment toutes sortes de matières organiques sèches.

## Liste des espèces
Selon ITIS (31 août 2014) :
- Anthrenus blanci Beal, 1998
- Anthrenus castaneae Melsheimer, 1844
- Anthrenus chiton Beal, 1998
- Anthrenus coloratus Reitter, 1881
- Anthrenus flavipes LeConte, 1854
- Anthrenus fucosus Beal, 1998
- Anthrenus fuscus Olivier, 1789
- Anthrenus lepidus LeConte, 1854
- Anthrenus museorum (Linnaeus, 1761)
- Anthrenus oceanicus Fauvel, 1903
- Anthrenus parvus Casey, 1900
- Anthrenus pimpinellae Fabricius, 1775
- Anthrenus scrophulariae (Linnaeus, 1758)
- Anthrenus sophonisba Beal, 1998
- Anthrenus thoracicus Melsheimer, 1844
- Anthrenus umbra Beal, 1998
- Anthrenus verbasci (Linnaeus, 1767)

Selon NCBI (6 juin 2021) :
- Anthrenus angustefasciatus
- Anthrenus festivus
- Anthrenus flavipes
- Anthrenus fuscus
- Anthrenus museorum
- Anthrenus oberthueri
- Anthrenus picturatus
- Anthrenus pimpinellae
- Anthrenus scrophulariae
- Anthrenus sinensis
- Anthrenus verbasci